# B.J. Penn
Pour les articles homonymes, voir Penn.
Jay Dee « B.J. » Penn, également surnommé « The Prodigy », né le 13 décembre 1978 à Hilo sur l'île d'Hawaï, est un pratiquant américain d'arts martiaux mixtes (MMA) et un expert en jiu-jitsu brésilien (JJB). Il est le premier Américain à avoir remporté un titre de champion du monde de JJB en ceinture noire, lors des mondiaux de 2000.
Il a détenu les ceintures de champions des poids mi-moyens et des poids légers de l'Ultimate Fighting Championship.

## Parcours en arts martiaux mixtes

### Ultimate Fighting Championship

#### Champion des poids mi-moyens de l'UFC
B.J. Penn monte alors dans la catégorie de poids supérieur et obtient directement une nouvelle chance de s'emparer d'une ceinture. Il rencontre alors lors de l'UFC 46 du 31 janvier 2004, l'actuel champion Matt Hughes ayant déjà défendu avec succès son titre à cinq reprises depuis novembre 2001. Lutteur puissant et grand favori, Hughes se retrouve pourtant rapidement dos au sol. À partir de là, l'Hawaïen réussit petit à petit à passer la garde pour finalement arriver dans le dos de son adversaire. Penn réussit enfin à soumettre Hughes par étranglement arrière dans le premier round et ainsi accaparer son premier titre, devenant le nouveau champion des poids mi-moyens de l'UFC,.

### K-1
Malgré son nouveau statut de champion à l'UFC, B.J. Penn signe un contrat avec le K-1, organisation japonaise de kick-boxing , qui souhaite développer son activité dans les MMA. Si la promotion a depuis des années ajouté des combats dans ces règles à ses programmes de kick-boxing, le but est alors de lancer un événement entièrement consacré aux MMA.
Après ce choix présentant sûrement pour Penn un avantage financier,,
ses relations avec l'UFC se tendent et la promotion américaine décide de le destituer de son titre.
Le grappleur américain décide donc de poursuivre Zuffa, maison mère de l'UFC, en justice fin juillet 2004, afin d'empêcher que la ceinture vacante soit prochainement remise en jeu.
Mais il est finalement débouté de sa requête et un match entre Matt Hughes et Georges St-Pierre à l'UFC 50 en octobre désigne un nouveau champion.
Dans son premier combat au K-1, le 22 mai 2004 lors du K-1 MMA: Romanex, Penn vient rapidement à bout du kick-boxeur Duane Ludwig. Il l'amène rapidement au sol et remporte la victoire par soumission avec un étranglement bras-tête en moins de deux minutes.
B.J. Penn monte ensuite d'une catégorie de poids pour combattre chez les poids moyens Rodrigo Gracie, en tête d'affiche du Rumble on the Rock 6 organisé à Hawaï le 20 novembre 2004. Son adversaire, membre de la célèbre famille Gracie et bien-sûr spécialiste lui aussi du jiu-jitsu brésilien, a jusqu'ici engrangé cinq victoires en MMA pour aucune défaite. En dominant Gracie au sol en utilisant des techniques de ground-and-pound et de coups de pied piétinants dans le deuxième et troisième rounds, Penn s'offre la victoire par décision unanime des juges.

### Retour à l'UFC

#### Échecs en poids mi-moyen
Malgré ses précédents différents avec l'UFC, B.J. Penn refait son apparition dans l'Octogone en novembre 2005, lors de l'UFC 56, pour annoncer son retour dans la promotion américaine.
Même s'il souhaitait affronter Matt Hughes qui a récupéré la ceinture des poids mi-moyens de l'UFC, Penn est d'abord programmé face au jeune Canadien Georges St-Pierre pour déterminer le prochain prétendant. Ce match se déroule lors de l'UFC 58 du 4 mars 2006,
et malgré une bonne entame de match de B.J. Penn qui touche bien son adversaire, c'est ensuite Georges St-Pierre qui se montre un peu plus convaincant, amenant également à quelques reprises l'Américain au sol. Penn échoue alors par décision partagée (29-28, 28-29, 28-29).

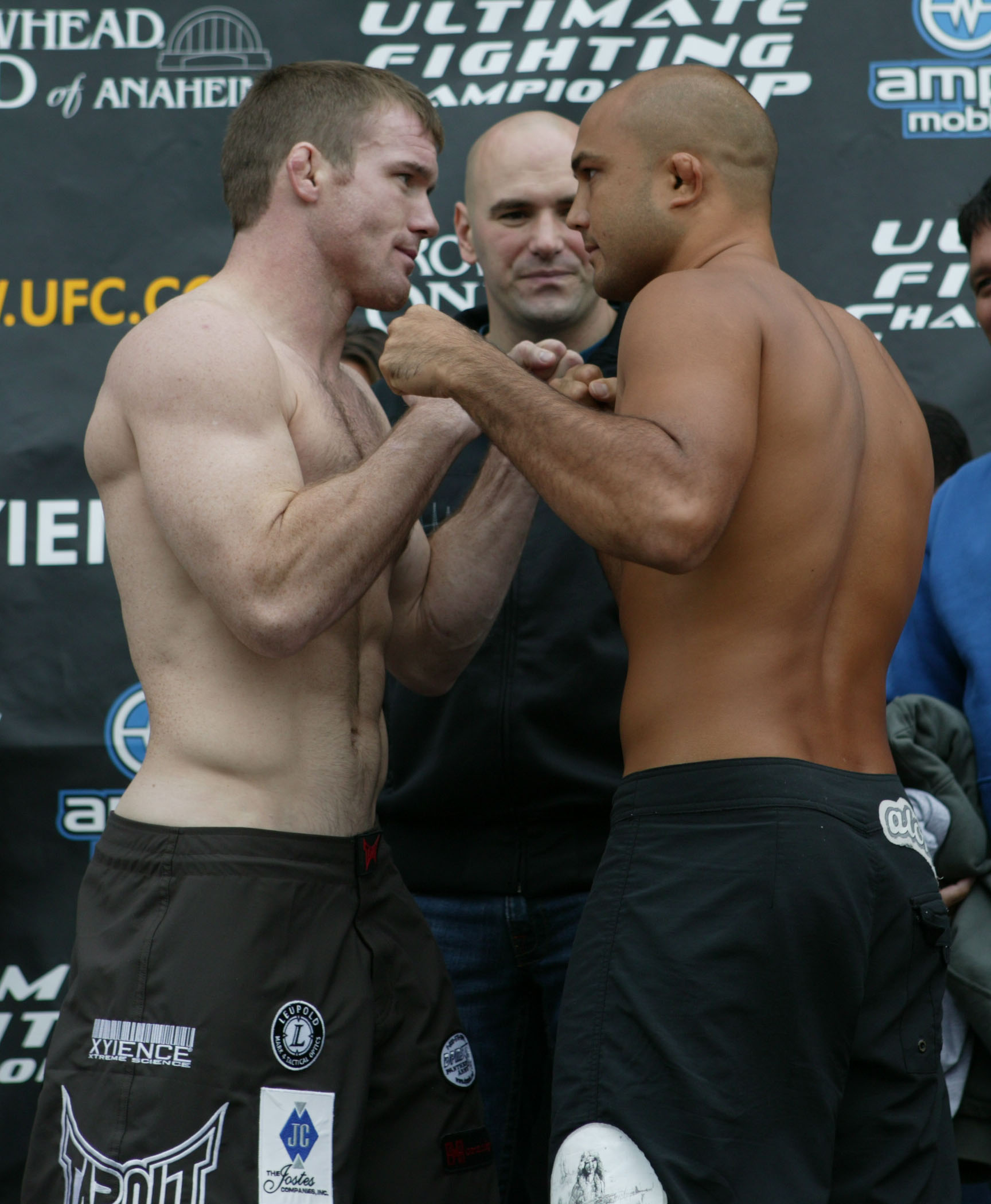
Hughes et Penn se font face lors de la pesée de l'.

Georges St-Pierre est alors le prochain adversaire désigné du champion Matt Hughes. Mais le Canadien se blesse à un mois de l'échéance et c'est alors B.J. Penn qui récupère l'occasion de s'emparer à nouveau du titre en combat principal de l'UFC 63 du 23 septembre 2006.
Penn contrôle la rencontre mais se blesse aux côtes au cours de la deuxième reprise en cherchant à passer dans le dos de son adversaire. Il reste cependant menaçant au sol lors du round jusqu'à la reprise du combat debout au troisième round. Devenu plus lent, Penn est débordé et Hughes l'amène alors au sol pour s'installer au-dessus tout en verrouillant ses bras. Matt Hughes assène alors plusieurs coups depuis cette position pour remporter la victoire par TKO et ainsi conserver son titre.

#### Champion des poids légers de l'UFC
Au cours de l'année 2007, B.J. Penn et Jens Pulver officient en tant qu'entraineurs de la série The Ultimate Fighter 5. La saison met en scène deux équipes de poids légers dirigés par les deux combattants. En conclusion de celle-ci, Penn a alors l'occasion de prendre sa revanche de la première défaite de sa carrière en MMA face à Pulver, lors de The Ultimate Fighter 5 Finale, le 23 juin 2007.
Penn signe un retour convaincant dans la catégorie des poids légers en dominant le début du match, puis en vainquant son adversaire par soumission en étranglement arrière dans le second round.
Lors de la conférence de presse donnée après la soirée UFC 73 en juillet, Dana White, président de l'organisation, annonce que B.J. Penn continue sa carrière dans la division des poids légers et qu'un match face au champion Sean Sherk est alors prévu.
Mais ce programme est bousculé après un contrôle antidopage positif de Sherk. Ce dernier fait alors appel des sanctions prises à son encontre par la commission athlétique de Californie. B.J. Penn et Joe Stevenson sont alors un temps prévu pour un titre intérimaire, mais Sherk est finalement destitué de sa ceinture.
Celle-ci est alors remise en jeu entre Penn et Stevenson lors de l'UFC 80, le 19 janvier 2008. Il est aussi d'ores et déjà prévu que l'ancien champion combatte ensuite le vainqueur de cet affrontement.
À l'UFC 80, l'Hawaïen prend les choses en main dès le début du match et un de ses coups de coude depuis une position montée ouvre une sérieuse coupure sur le crâne de son adversaire. Malgré celle-ci, Stevenson est autorisé à reprendre le combat dans la deuxième reprise mais doit finalement s'incliner par soumission en étranglement arrière.
Après le titre des poids mi-moyens en janvier 2004, B.J. Penn décroche une nouvelle ceinture à l'UFC et devient le nouveau champion des poids légers de l'organisation.
Comme cela avait été précédemment annoncé, le premier prétendant désigné à la ceinture est l'ancien champion destitué Sean Sherk. Penn et Sherk se rencontrent alors en combat principal de l'UFC 84, le 24 mai 2008.
Le champion en titre évite la lutte de son adversaire et lui marque le visage au fil du combat avant de remporter la victoire par TKO au troisième round. En effet, Penn assomme Sherk avec des coups de poing et un coup de genou sauté. Il ne lui reste alors qu'à enchainer sur quelques coups sur son opposant au sol pour conserver son titre.

#### Duel champion contre champion face à Georges St-Pierre
L'UFC planifie un duel opposant B.J. Penn, champion des poids légers de l'organisation, face au champion des poids mi-moyens, Georges St-Pierre. Cette nouvelle rencontre entre les deux hommes se déroule en vedette de l'UFC 94, le 31 janvier 2009, et met en jeu la ceinture du Canadien.
Si le premier round est alors plutôt équilibré, le combat tourne ensuite à la faveur de St-Pierre qui amène son adversaire au sol pour travailler efficacement en ground-and-pound, tout en utilisant son avantage d'allonge debout pour toucher et marquer son adversaire.
À la fin de la quatrième reprise, le coin de Penn l'empêche de reprendre part au combat aux vues des dommages subies et ce dernier s'incline alors par TKO.
Emmené à l’hôpital dès la fin du match, l'Hawaïen n'assiste pas à la traditionnelle conférence de presse suivant la soirée.

#### Retour en poids mi-moyen et troisième combat contre Matt Hughes
B.J. Penn et Matt Hughes se rencontrent pour la troisième fois dans l'Octogone, lors de l'UFC 123, le 20 novembre 2010.
Penn s'impose très rapidement en envoyant le lutteur au tapis avec un coup de poing avant d'être déclaré vainqueur à la suite de quelques coups sur Hughes incapable de se défendre au sol. B.J. Penn remporte donc cette manche par KO en seulement 21 secondes
et s'octroie également le bonus du KO de la soirée.
Dès la conférence de presse suivant l'événement UFC 123, le prochain adversaire de B.J. Penn est désigné en la personne de Jon Fitch, classé alors parmi les meilleurs combattants de la division des poids mi-moyens.
Le combat se déroule tête d'affiche de l'UFC 127, le 27 février 2011, à Sydney. Penn entame correctement la première manche en amenant au sol Fitch pour se montrer menaçant en soumission depuis le dos. Il réitère dans la seconde partie du match mais le lutteur américain réussit aussi à retourner la situation et à toucher son adversaire, avant de réellement renverser la vapeur et s'imposer nettement dans le troisième et dernier round,.
Deux juges notent les combattants à égalité (28-28), tandis que le troisième donne la victoire à Fitch (29-28). Le combat se solde par conséquent par une égalité majoritaire.

## Vie privée
Son surnom "B.J." est une version abrégée d'un autre surnom "Baby Jay", qui dérive lui-même du fait que Penn est le plus jeune de ses frères tout nommé "Jay Dee Penn". Le père de BJ, qui est irlandais et anglais, a nommé 3 de ses 4 enfants "Jay Dee", tandis que le quatrième est Reagan. Afin d'éviter toute confusion chacun des fils appelés "Jay Dee" va par un surnom:. "Jay", "Jay Dee", et "Baby Jay" . La mère de Penn, Lorraine Shin, est d'origine coréenne.
Bien qu'ils n'aient jamais été mariés, Penn et sa petite amie Shealen Uaiwa ont deux filles. L'une des deux se nomme Aeva Lili'u qui est un nom hawaïen.

## Palmarès en jiu-jitsu brésilien
1. mai 1997 : Participe à son tout premier tournoi à Bakersfield, CA et gagne à la fois sa catégorie de poids et l'open.
2. juin 1997 : Participe au tournoi de Joe Moreira en tant que ceinture bleue et gagne sa catégorie de poids.
3. juin 1997 : Gagne un submission grappling tournament
4. 1997 : Participe au tournoi de Brasileiro et se place 4e dans sa catégorie de poids en ceinture bleue.
5. 1997 : Continue de participer à des tournois à son retour du Brésil et se place premier à chaque fois.
6. 1997 : Reçoit sa ceinture bleue de Ralph Gracie
7. 1998 : Médaillé d'argent aux mondiaux brésiliens dans sa catégorie de poids, reçoit sa ceinture violette à son retour.
8. 1999 : Médaillé de bronze aux mondiaux brésiliens dans la catégorie de poids supérieure en tant que nouvelle ceinture marron de Nova Uniao.
9. 1999 : Médaillé d'or au Copa Pacific Tournament de Los Angeles.
10. 1999 : Reçoit sa ceinture noire de Andre Pederneiras juste trois semaines avant le mondial 2000.
11. 1999 : Rejoint la team de compétition de Nova Uniao réservée aux quatre meilleurs compétiteurs de l'équipe.
12. 2000 : Il devient le premier non brésilien à remporter une médaille d'or aux mondiaux dans la catégorie ceinture noire (Mundial World Championships, Rio de Janeiro, Brésil).

## Palmarès en arts martiaux mixtes
| 30 combats     | 16 victoires | 12 défaites |
| Par KO         | 7            | 4           |
| Par soumission | 6            | 1           |
| Sur décision   | 3            | 7           |
| Égalités       | 2            | 2           |

| Résultat | Record  | Adversaire        | Méthode                               | Événement                                             | Date              | Round | Temps | Lieu                                    | Notes                                                                                      |
| -------- | ------- | ----------------- | ------------------------------------- | ----------------------------------------------------- | ----------------- | ----- | ----- | --------------------------------------- | ------------------------------------------------------------------------------------------ |
| Défaite  | 16-12-2 | Ryan Hall         | Soumission (clé de talon)             | UFC 232: Jones vs. Gustafsson                         | 30 décembre 2018  | 1     | 2:46  | Los Angeles, Californie, États-Unis     | Combat en poids léger.                                                                     |
| Défaite  | 16-11-2 | Yair Rodríguez    | TKO (coups de poing)                  | UFC Fight Night: Rodríguez vs. Penn                   | 15 janvier 2017   | 2     | 0:24  | Phoenix, Arizona, États-Unis            | Combat en poids plumes.                                                                    |
| Défaite  | 16-10-2 | Frankie Edgar     | TKO (coups de poing)                  | The Ultimate Fighter: Team Edgar vs. Team Penn Finale | 6 juillet 2014    | 3     | 4:16  | Las Vegas, Nevada, États-Unis           | Combat en poids plumes.                                                                    |
| Défaite  | 16-9-2  | Rory MacDonald    | Décision unanime                      | UFC on Fox: Henderson vs. Diaz                        | 8 décembre 2012   | 3     | 5:00  | Seattle, Washington, États-Unis         |                                                                                            |
| Défaite  | 16-8-2  | Nick Diaz         | Décision unanime                      | UFC 137: Penn vs. Diaz                                | 29 octobre 2011   | 3     | 5:00  | Las Vegas, Nevada, États-Unis           | Combat de la soirée.                                                                       |
| Égalité  | 16-7-2  | Jon Fitch         | Égalité majoritaire                   | UFC 127: Penn vs. Fitch                               | 27 février 2011   | 3     | 5:00  | Sydney, Australie                       |                                                                                            |
| Victoire | 16-7-1  | Matt Hughes       | KO (coups de poing)                   | UFC 123: Rampage vs. Machida                          | 20 novembre 2010  | 1     | 0:21  | Auburn Hills, Michigan, États-Unis      | Retour en poids mi-moyen.                                                                  |
| Défaite  | 15-7-1  | Frankie Edgar     | Décision unanime                      | UFC 118: Edgar vs. Penn 2                             | 28 août 2010      | 5     | 5:00  | Boston, Massachusetts, États-Unis       | Pour le titre des poids légers de l'UFC.                                                   |
| Défaite  | 15-6-1  | Frankie Edgar     | Décision unanime                      | UFC 112: Invincible                                   | 10 avril 2010     | 5     | 5:00  | Abou Dabi, Émirats arabes unis          | Perd le titre des poids légers de l'UFC.                                                   |
| Victoire | 15-5-1  | Diego Sanchez     | TKO (arrêt du médecin)                | UFC 107: Penn vs. Sanchez                             | 12 décembre 2009  | 5     | 2:37  | Memphis, Tennessee, États-Unis          | Défend le titre des poids légers de l'UFC.                                                 |
| Victoire | 14-5-1  | Kenny Florian     | Soumission (étranglement arrière)     | UFC 101: Declaration                                  | 8 août 2009       | 4     | 3:54  | Philadelphie, Pennsylvanie, États-Unis  | Défend le titre des poids légers de l'UFC.                                                 |
| Défaite  | 13-5-1  | Georges St-Pierre | TKO (arrêt du coin)                   | UFC 94: St-Pierre vs. Penn 2                          | 31 janvier 2009   | 4     | 5:00  | Las Vegas, Nevada, États-Unis           | Pour le titre des poids mi-moyens de l'UFC.                                                |
| Victoire | 13-4-1  | Sean Sherk        | TKO (coup de genou et coups de poing) | UFC 84: Ill Will                                      | 24 mai 2008       | 3     | 5:00  | Las Vegas, Nevada, États-Unis           | Défend le titre des poids légers de l'UFC.                                                 |
| Victoire | 12-4-1  | Joe Stevenson     | Soumission (étranglement arrière)     | UFC 80: Rapid Fire                                    | 19 janvier 2008   | 2     | 4:02  | Newcastle, Angleterre                   | Remporte le titre des poids légers de l'UFC.                                               |
| Victoire | 11-4-1  | Jens Pulver       | Soumission (étranglement arrière)     | The Ultimate Fighter 5 Finale                         | 23 juin 2007      | 2     | 3:12  | Las Vegas, Nevada, États-Unis           | Retour en poids léger.                                                                     |
| Défaite  | 10-4-1  | Matt Hughes       | TKO (coups de poing)                  | UFC 63: Hughes vs. Penn                               | 23 septembre 2006 | 3     | 3:53  | Anaheim, Californie, États-Unis         | Pour le titre des poids mi-moyens de l'UFC.                                                |
| Défaite  | 10-3-1  | Georges St-Pierre | Décision partagée                     | UFC 58: USA vs. Canada                                | 4 mars 2006       | 3     | 5:00  | Las Vegas, Nevada, États-Unis           | Retour en poids mi-moyen. Pour devenir l'aspirant 1 au titre des poids mi-moyens de l'UFC. |
| Victoire | 10-2-1  | Renzo Gracie      | Décision unanime                      | K-1: World Grand Prix Hawaii                          | 29 juillet 2005   | 3     | 5:00  | Honolulu, Hawaï, États-Unis             |                                                                                            |
| Défaite  | 9-2-1   | Lyoto Machida     | Décision unanime                      | K-1: Hero's 1                                         | 26 mars 2005      | 3     | 5:00  | Saitama, Japon                          | Machida : 220 lb (100 kg) ; Penn : 191 lb (87 kg).                                         |
| Victoire | 9-1-1   | Rodrigo Gracie    | Décision unanime                      | Rumble on the Rock 6                                  | 20 novembre 2004  | 3     | 5:00  | Honolulu, Hawaï, États-Unis             | Début en poids moyen.                                                                      |
| Victoire | 8-1-1   | Duane Ludwig      | Soumission (étranglement bras-tête)   | K-1 MMA: Romanex                                      | 22 mai 2004       | 1     | 1:45  | Saitama, Japon                          |                                                                                            |
| Victoire | 7-1-1   | Matt Hughes       | Soumission (étranglement arrière)     | UFC 46: Supernatural                                  | 31 janvier 2004   | 1     | 4:39  | Las Vegas, Nevada, États-Unis           | Début en poids mi-moyen. Remporte le titre des poids mi-moyens de l'UFC.                   |
| Victoire | 6-1-1   | Takanori Gomi     | Soumission (étranglement arrière)     | Rumble on the Rock 4                                  | 10 octobre 2003   | 3     | 2:35  | Honolulu, Hawaï, États-Unis             |                                                                                            |
| Égalité  | 5-1-1   | Caol Uno          | Égalité partagée                      | UFC 41: Onslaught                                     | 28 février 2003   | 5     | 5:00  | Atlantic City, New Jersey, États-Unis   | Pour le titre des poids légers de l'UFC.                                                   |
| Victoire | 5-1     | Matt Serra        | Décision unanime                      | UFC 39: The Warriors Return                           | 27 septembre 2002 | 3     | 5:00  | Uncasville, Connecticut, États-Unis     |                                                                                            |
| Victoire | 4-1     | Paul Creighton    | TKO (coups de poing)                  | UFC 37: High Impact                                   | 10 mai 2002       | 2     | 3:23  | Bossier City, Louisiane, États-Unis     |                                                                                            |
| Défaite  | 3-1     | Jens Pulver       | Décision majoritaire                  | UFC 35: Throwdown                                     | 11 janvier 2002   | 5     | 5:00  | Uncasville, Connecticut, États-Unis     | Pour le titre des poids légers de l'UFC.                                                   |
| Victoire | 3-0     | Caol Uno          | KO (coups de poing)                   | UFC 34: High Voltage                                  | 2 novembre 2001   | 1     | 0:11  | Las Vegas, Nevada, États-Unis           |                                                                                            |
| Victoire | 2-0     | Din Thomas        | TKO (coup de genou et coups de poing) | UFC 32: Showdown in the Meadowlands                   | 29 juin 2001      | 1     | 2:42  | East Rutherford, New Jersey, États-Unis |                                                                                            |
| Victoire | 1-0     | Joey Gilbert      | TKO (coups de poing)                  | UFC 31: Locked & Loaded                               | 4 mai 2001        | 1     | 4:57  | Atlantic City, New Jersey, États-Unis   |                                                                                            |